# オレンジ色 (ChouChoの曲)
「オレンジ色」（オレンジいろ）は、ChouChoの楽曲。2018年10月31日に17枚目のシングルとしてLantisから発売された。

## 概要
CDシングルとしては前作「明日の君さえいればいい。」以来、1年ぶりのリリースとなる。
表題曲はテレビアニメ『ツルネ -風舞高校弓道部-』のエンディングテーマとして使用された。藤井万利子が作詞・作曲を担当しており、ChouChoに楽曲提供するのは今回が初めてとなる。
オリコン週間シングルチャートの最高位は156位。100位圏内に入らなかったのは「ハルモニア」以来2作目となる。

## 批評
CDジャーナルは、「かつて経験した、青春時代の思い出がふとよぎるような、少しの切なさを後味に残したミドル・ナンバー」と批評した。
リスアニ!は、「柔らかなエレピと弦カルテットの深みある音色が描き出すのは、学校からの帰り道、夕焼け色に染まったノスタルジックな光景。高校時代は弓道部に所属していたというChouChoが、自らの青春の思い出を『ツルネ -風舞高校弓道部-』という作品に重ねながら、温かくも包容力のある歌声で表現した、美しいミディアムバラードだ」と批評した。

## シングル収録内容
| 全編曲: 村山☆潤。 |                           |            |       |
| #                 | タイトル                  | 作詞・作曲 | 時間  |
| 1.                | 「オレンジ色」            | 藤井万利子 | 5:09  |
| 2.                | 「still」                 | ChouCho    | 3:41  |
| 3.                | 「オレンジ色」(off vocal) |            | 5:09  |
| 4.                | 「still」(off vocal)      |            | 3:41  |
| 合計時間:         | 合計時間:                 | 合計時間:  | 17:40 |

## 収録アルバム
| 曲名       | 収録アルバム                                       | 発売日        | 備考          |
| ---------- | -------------------------------------------------- | ------------- | ------------- |
| オレンジ色 | ツルネ -風舞高校弓道部- オリジナルサウンドトラック | 2019年1月16日 | TV Sizeで収録 |
| オレンジ色 | ChouCho the BEST                                   | 2021年12月8日 |               |